# Col Vieux
Le col Vieux est un col des Alpes françaises situé dans le Queyras à 2 806 mètres d'altitude.
Il est franchi par le GR58 et le GRP Tour du Pain de Sucre.

## Randonnées
Pour y accéder, on peut se garer à un parking entre le refuge Agnel et le col Agnel, puis marcher environ 30 minutes.
Depuis ce col faisant partie du GR58 et du GRP Tour du Pain de Sucre, on peut accéder aux lacs Foréant, Égorgeou et Baricle se situant dans le vallon du torrent de Bouchouse, puis, en continunant, vers l'Échalp, Ristolas, le refuge de la Monta, etc.. On peut par ailleurs accéder au Pain de Sucre et, d'un autre côté, au pic de Foréant.
Ainsi, ce col est facilement accessible et offre des randonnées de différents niveaux.